# Sakata (Volk)
Sakata ist ein Bantu-Volk in der Provinz Mai-Ndombe („Schwarzwasserprovinz“, früher Teil der Provinz Bandundu) der Demokratischen Republik Kongo. Es zählt ungefähr 75.000 Mitglieder. Die Sprache ist Sakata. Die Sakata haben sich von den Mongo abgespalten.